# برای مردن خیلی جوان است؟
برای مردن خیلی جوان است؟ (انگلیسی: Too Young to Die?) تله فیلمی محصول سال ۱۹۹۰ با درخشش برد پیت و جولیت لوئیس است. این فیلم به موضوع مجازات اعدام می‌پردازد. این فیلم بر اساس واقعیت ساخته شده‌است. بعد سه سال از پخش این فیلم، لوئیس و پیت مجدداً در فیلمی با کاراکترهای مشابه ایفای نقش کردند. نام آن فیلم، کالیفرنیا بود.

## داستان
ژولیت لوئیس، نقش آماندای ۱۵ ساله را بازی می‌کند، دختری که همیشه از بزرگسالان اطراف خود ناامید بوده‌است و مورد طرد آنها قرار گرفته‌است. زمانی که او به مادرش می‌گوید ناپدریش او را مورد آزار جنسی قرار داده‌است، مادر و ناپدری او، آماندا را ترک می‌کنند. بعد از یک ازدواج ناموفق، او گرفتار یک دلال (برد پیت) می‌شود. بیلی (دلال) باعث می‌شود آماندا با مواد مخدر و استریپ کلاب آشنا شود. او را مورد آزار و اذیت قرار داده و او را مجبور می‌کند بخشی از حقوق خود را (از راه کار در استریپ کلاب) به او بدهد. پس از یک برخورد تصادفی با یک سرباز به‌نام مایک، او به آماندا یک مکانی را پیشنهاد می‌دهد که تا زمانی که دوباره بتواند روی پای خود بایستد، در آن بماند. با این‌که آماندا هنوز یک کودک است، اما رابطه‌ای عاشقانه میان او و سرباز ایجاد می‌شود. پس از فاش شدن رابطه برای افسر فرمانده مایک، او رابطه را قطع می‌کند و آماندا را در خیابان رها می‌کند. خیلی زود بیلی او را پیدا می‌کند و او را مجبور می‌کند که دوباره با خودش بماند. پس از یک شب با استفاده چندین نوع مواد مخدر، بیلی، آماندا را متقاعد می‌کند که مایک را بکشد و از این راه از او انتقام بگیرد. آن دو خانه مایک را مورد سرقت قرار داده و در آنجا مایک و دوست دخترش را می‌ربایند. پس از دزدیدن آنها، آماندا با چاقوی بیلی به مایک چاقو می‌زند. آماندا در نهایت با وجود سن کمش به‌عنوان یک بزرگسال، دستگیر و محاکمه می‌شود. وکیل دادگستری به هیئت منصفه می‌گوید که او را نمادی از نسل جدید جوانان بدانند، جوانان شروری که باید به آنها هشدار داده شود. برخلاف تلاش بسیاری که وکیل آماندا (مایکل تاکر) انجام می‌دهد و می‌گوید که این جامعه است که آماندا را به این سو کشیده و انتخاب خود او نیست که اینجا باشد، باز هم هیئت منصفه متقاعد نمی‌شود و حکم اعدام او را با استفاده از اتاق گاز صادر می‌کند. فیلم با چهره غمیگن او به اتمام می‌رسد زیرا او متوجه می‌شود که قرار است بمیرد.

## بازیگران
- جولیت لوئیس
- برد پیت
- مایکل تاکر
- مایکل اوکیف